# Associação Desportiva Oliveirense
La Associação Desportiva Oliveirense fue un club de fútbol de Portugal que jugó en el Campeonato Nacional de Seniores, la tercera liga de fútbol más importante del país.

## Historia
Fue fundado el 20 de abril del año 1952 en la localidad de Santa Maria de Oliveira del consejo de Vila Nova de Famalicão en el distrito de Braga con el nombre FNAT (Fundação Nacional para a Alegria no Trabalho) con la designación del Centro de Recreio Popular de Oliveira Santa Maria e Oliveira de São Mateus, símbolo de orgullo del consejo de Famalicão.
Ha pasado la mayor parte de su historia en las divisiones regionales de Braga, ya que cuenta con pocas participaciones a nivel nacional y nunca han disputado la Copa de Portugal.
Tras la cancelación de la temporada 2019/20 del Campeonato de Portugal el club se declara en bancarrota y desaparece.